# Vlada Brčko distrikta BiH
Vlada Brčko distrikta Bosne i Hercegovine jest nositelj izvršne vlasti u Brčko distriktu BiH.

## Sastav
| Ured gradonačelnika Brčko distrikta | Ured gradonačelnika Brčko distrikta | Ured gradonačelnika Brčko distrikta | Ured gradonačelnika Brčko distrikta |
| Dužnost                             | Dužnost                             | Vršilac                             | Stranka                             |
| ----------------------------------- | ----------------------------------- | ----------------------------------- | ----------------------------------- |
|                                     | Esed Kadrić                         | Gradonačelnik                       | SDA                                 |
|                                     | Anto Domić                          | Dogradonačelnik                     | HDZ BiH                             |
|                                     | Željko Antić                        | Glavni koordinator                  | SNSD                                |

| Odjel | Odjel                                                    | Predstojnik         | Stranka |
| ----- | -------------------------------------------------------- | ------------------- | ------- |
|       | Odjel za javnu sigurnost                                 | Bogdan Bratić       | US      |
|       | Odjel za stručne i administrativne poslove               | Nedim Hamzabegović  | SzBiH   |
|       | Odjel za gospodarski razvitak, šport i kulturu           | Pero Gudeljević     | HDZ BiH |
|       | Odjel za poljoprivredu, šumarstvo i vodno gospodarstvo   | Milenko Ninković    | SNSD    |
|       | Odjel za zdravstvo i ostale usluge                       | Sead Šadić          | SDA     |
|       | Odjel za obrazovanje                                     | Zoran Bulatović     | PDP     |
|       | Odjel za komunalne poslove                               | Majazudin Vehabović | SzBiH   |
|       | Odjel za prostorno planiranje i imovinsko-pravne poslove | Edin Zaimović       | SDA     |
|       | Odjel za raseljene osobe, izbjeglice i stambena pitanja  | Ljubica Ilić        | HDZ BiH |
|       | Odjel za javne poslove                                   | Ratko Stjepanović   | SDS     |
|       | Odjel za javni registar                                  | Tomo Obrenović      | US      |
|       | Odjel za europske integracije i međunarodnu suradnju     | Miroslav Geljić     | HDZ BiH |

## Nadležnosti
Gradonačelnik predstavlja i zastupa Brčko distrikt BiH i vrši izvršnu vlast Distrikta, provodi zakone koje donosi Skupština Distrikta i Parlamentarna skupština BiH.
Gradonačelnik je šef Vlade, predsjedava Vladom i osigurava suradnju između pojedinih odjeljenja Vlade Distrikta, nadzire pružanje usluga javnosti i osigurava efikasan rad Vlade i drugih organa Distrikta.
Vrši dužnost najvišeg rukovodioca svih javnih radnika zaposlenih u Distriktu, te dužnost supervizora nad radom Policije Distrikta, izdaje instrukcije za provođenje politike Distrikta u oblasti javne sigurnosti, odlučuje o podnošenju tužbe ili zastupa Distrikt u odbrani interesa Distrikta. Gradonačelnik je odgovoran za čuvanje imovine Distrikta.
Opis programa rada:
- Gradonačelnik kontroliše izvršni dio vlasti.
- Izvještava Skupštinu o svim fizičkim i finansijskim aktivnostima Vlade.
- Gradonačelnik predstavlja i zastupa Distrikt.
- Zajedno s članovima Vlade Distrikta sarađuje s organima i institucijama Bosne i Hercegovine i entiteta, shodno pravima, dužnostima i odgovornostima utvrđenim Ustavom i zakonima BiH, te Statutom i zakonima Distrikta.
- Provodi zakone koje donosi Skupština Distrikta i Parlamentarna skupština BiH. Dužnost i obaveza gradonačelnika je da o svom radu informiše javnost i sredstva informisanja.

## Organizacija
Vlada Brčko distrikta BiH organizovana je u 13 odjela:
- Ured gradonačelnika Brčko distrikta BiH
- Odjel za stručne i administrativne poslove
- Odjel za javnu sigurnost
- Odjel za poljoprivredu, šumarstvo i vodno gospodarstvo
- Odjel za gospodarski razvitak, šport i kulturu
- Odjel za raseljene osobe, izbjeglice i stambena pitanja
- Odjel za prostorno planiranje i imovinsko-pravne poslove
- Odjel za obrazovanje
- Odjel za komunalne poslove
- Odjel za javne poslove
- Odjel za zdravstvo i ostale usluge
- Odjel za javni registar
- Odjel za europske integracije i međunarodnu suradnju